# Prêmio Profissionais do Ano
O Prêmio Profissionais do Ano, foi criado em 1978 por iniciativa do Direção Geral de Negócios da Rede Globo, localizada na filial da emissora em São Paulo, por Yves Alves, então Superintendente Comercial da Rede Globo, e por Sinval de Itacarambi Leão e Nelson Gomes, publicitários de longa data.
Com o objetivo de incentivar a criação de campanhas publicitárias e valorizar os profissionais do mercado. Na época, haviam três categorias: Mercado, para o melhor comercial de um produto; Campanha, para o melhor conjunto de anúncios de uma mesma peça publicitária e; Institucional, para campanha realizada para promover uma entidade, campanha beneficente ou de conscientização.
O Prêmio Profissionais do Ano reconhece o talento dos profissionais de marketing no Brasil, o slogan permanece o mesmo até hoje com a frase: "Nada substitui o talento". No final de 2023, foi realizada a 45ª edição com categorias divididas em Classes Nacional e Regional. “Em 45 anos de história, a premiação já avaliou mais de 44 mil peças publicitárias e distribuiu mais de 3 mil troféus, premiando trabalhos no Brasil inteiro”.